# Kalānsūrā
Kalānsūrā (persiska: كَلانسَرا, كلانسورا) är en ort i Iran.   Den ligger i provinsen Ardabil, i den nordvästra delen av landet, 500 km nordväst om huvudstaden Teheran. Kalānsūrā ligger 681 meter över havet och antalet invånare är 869.
Terrängen runt Kalānsūrā är kuperad. Runt Kalānsūrā är det ganska tätbefolkat, med 70 invånare per kvadratkilometer. Närmaste större samhälle är Germī, 19,8 km väster om Kalānsūrā. Trakten runt Kalānsūrā består till största delen av jordbruksmark.